# Hélard Fuentes Pastor
Hélard Fuentes Pastor (Arequipa, 1 de agosto de 1990) es un historiador, escritor y biógrafo peruano. Conocido por publicar artículos y libros de investigación histórica y literaria. Ha publicado las novelas: La noche de los mil carajos (Parihuana Editores, 2021) y Mis días con Raúl (Editorial Gato Viejo, 2022). Asimismo, es autor de la antología "Voces de la poesía Peruana" (Parihuana Editores, 2021).

## Reseña biográfica
Hijo de los historiadores Helard Fuentes Rueda y Antonieta Pastor Muñoz, y sobrino nieto del reconocido lingüista peruano Pedro Luis González Pastor. Realizó sus estudios secundarios en el Colegio Nacional de la Independencia Americana. Luego, pasó a la Universidad Nacional de San Agustín, donde se formó como historiador y se tituló con una tesis referida a las fiestas del carnaval en la ciudad de Arequipa.
Fue el primer estudiante en publicar un libro en la Escuela Profesional de Historia donde realizó sus estudios superiores. A partir del año 2013, comenzó a colaborar con el diario El Pueblo, rescatando aspectos históricos como la vida cotidiana y los personajes del periodo republicano y contemporáneo del Perú, cómo: Mariano Ambrosio Cateriano, Arturo Villegas Romero, Francisco Mostajo, Teodoro Hampe, Alfonso Quiroz, Luis Cavagnaro, Marco Martos, Xavier Bacacorzo, Abel Rubio, Oswaldo Reynoso, César Toro Montalvo, Enrique Verátegui, Renato Cisneros, Gloria Mendoza, Patricia Roberts, Ana María Portugal, Eusebio Quiroz, Alfredo Bryce, Mario Vargas Llosa, Víctor Dávalos Salazar, José Lora Cam, Aníbal Portocarrero, Héctor Ballón Lozada, María Emilia Cornejo, etcétera. En el año 2018, inició una columna periodística en el Diario Correo de Arequipa con el título "Archivos Perdidos" hasta el año 2022. Asimismo, ha colaborado con los semanarios: Énfasis, La Central, El Búho y Lima Gris.
Autor de diferentes obras, entre las cuales podemos mencionar: La lucha del pueblo arequipeño en junio de 1950. Personajes y hechos (2014), La sátira política en el Perú durante el proceso electoral 2011 (2014), Garci Manuel de Carbajal y la fundación de Arequipa (2015), Viaje al Interior: cuentos y relatos (2016), Historia del Cementerio General de la Apacheta (2016), Historia de las fiestas del carnaval de Arequipa (2016-2017), Arequipa Fundamental: Helard Fuentes Rueda (compilación, 2017), Gol Rojinegro (2017), Tiempo y memoria: monumentos-busto en Arequipa (2018), Los jesuitas y el colegio de Santiago en Arequipa (2018), Carlos Meneses Cornejo: un rostro del periodismo arequipeño (2018), Marco Aurelio Denegri, de la palabra al pincel (2018), La rebelión de los Carvajal (2018), Diccionario biográfico de escritoras, maestras y artistas (2019), El surgimiento de una villa: Camaná en el siglo XVI (2019), Historia de la Provincia de Camaná (editado con Hélard Fuentes Rueda, 2022), Cerro Colorado: visión histórica de un distrito (2023), entre otras.
Jurado del primer y segundo Concurso de Ensayos Históricos de la Municipalidad Provincial de Arequipa (2016 y 2017), del Primer Concurso de Cartas de Amor de Texao Editores (2015), del Himno del distrito San Juan de Siguas-Arequipa (2019) Concurso de Feria Escolar de Ciencia y Tecnología EUREKA 2022 (en la etapa regional de Arequipa), entre otros concursos a nivel regional y nacional. Asimismo, ha participado del TEDx Youth Yanahuara.

## Distinciones
- Diploma y Medalla de la Cultura de la Municipalidad Provincial de Arequipa (2014).[27]
- Diploma de Honor del Congreso de la República del Perú (2018).[28]
- Ganador del concurso Fondos Concursables de Fomento a la Cultura, género poesía, de la Municipalidad Provincial de Arequipa (2022).[29]